# Eleaterna
Eleaterna var en försokratisk filosofisk skola som uppstod i Elea, en grekisk koloni i Lucania, Italien. Skolan grundades under tidigt 400-tal f.Kr. av Parmenides från Elea. Andra framstående medlemmar var Zenon från Elea och Melissos från Samos. Xenofanes räknas ibland dit, men detta är omdebatterat.

## Historik
Skolan tog sitt namn efter Elea, en grekisk koloni i nedre Italien, som var Parmenides och Zenons hemstad. Ofta anförs Xenofanes av Kolofon som dess grundare, men fastän det finns mycket i hans filosofi som upptagits i skolan, är det troligen mera korrekt att se Parmenides som grundaren.
Xenofanes hade gjort ett första utfall mot den grekiska mytologin under mitten av 500-talet f.Kr., som inbegrep ett omkullkastande av hela det antropomorfa förklaringssystemet som förelåg i Homeros’ och Hesiodos’ diktning. I Parmenides händer utvecklade sig denna anda av fritänkande i metafysisk riktning. Så småningom, antingen genom att dess filosofi ansågs vara förolämpande i samtidens Elea, eller på grund av att den saknade ett fungerande ledarskap, urartade skolan till ett säte för verbala dispyter. Det mer fruktsamma resultatet av skolan absorberades av Platon i dennes metafysik.

## Lära
Eleaterna förnekade den epistemologiska giltigheten i sinneserfarenheten, och anammade i stället matematikens klarhet och dess formella kriterier för att urskilja den nödvändiga sanningen. Av dess medlemmar byggde Parmenides och Melissos upp sina argument genom att utgå från odiskutabla premisser. Zenon, å andra sidan, hänföll åt reductio ad absurdum i sina försök att vederlägga andras argument genom att visa att deras premisser ledde till kontradiktioner.
Eleaternas grundsats utvecklades ur en opposition mot de tidiga naturfilosofernas teorier, vilka förklarade allt vara i termer av urämnen, och mot Heraklitos teorier som utgick från att varat kan sammanfattas som en evig förändring. Eleaterna fastslog att den sanna förklaringen av tingen vilar på förståelsen av varat som en universell enhet. Enligt deras lärosats kan kunskap om denna enhet inte erhållas genom sinnena, eftersom deras intryck är bristfälliga; det är genom förnuftet allena som människan kan överskrida dessa falska representationer och nå fram till kunskap om varat, genom den grundläggande sanningen att alltet är ett. Vidare kan det inte förekomma någon skapelse, eftersom vara inte kan komma ur icke-vara och eftersom ting inte kan uppstå från något som är av annan art än det själv. De argumenterade för att felslut i detta avseende vanligen beror på den motsägelsefulla betydelsen av verbet ”att vara”, vilket kan innefatta ’existens’ eller enbart vara en satsdel som sammanbinder subjekt och predikat.
Trots att eleaternas slutsatser vederlades av de senare försokratikerna och av Aristoteles, fortsatte deras argument att tas seriöst, och de ges ofta äran av att ha höjt standarden på argumenten och argumentationen under deras samtid. Deras betydelse var likaledes långvarig — Gorgias, en sofist, argumenterade med en eleatisk stil i sitt arbete Om naturen eller Vad som icke är, och Platon gav dem sitt erkännande i böckerna Parmenides, Sofisten och Politiken. Mycket av den senare filosofin under antiken lånade också metoder och principer av eleaterna.